# Province d'Oyón
La province d'Oyón (en espagnol : Provincia de Oyón) est l'une des neuf provinces de la région de Lima, dans le centre du Pérou. Son chef-lieu est la ville d'Oyón.

## Géographie
La province couvre une superficie de 1 886,05 km2. Elle est limitée au nord par la province de Cajatambo, à l'est par la région de Pasco, au sud et à l'ouest par la province de Huaura.

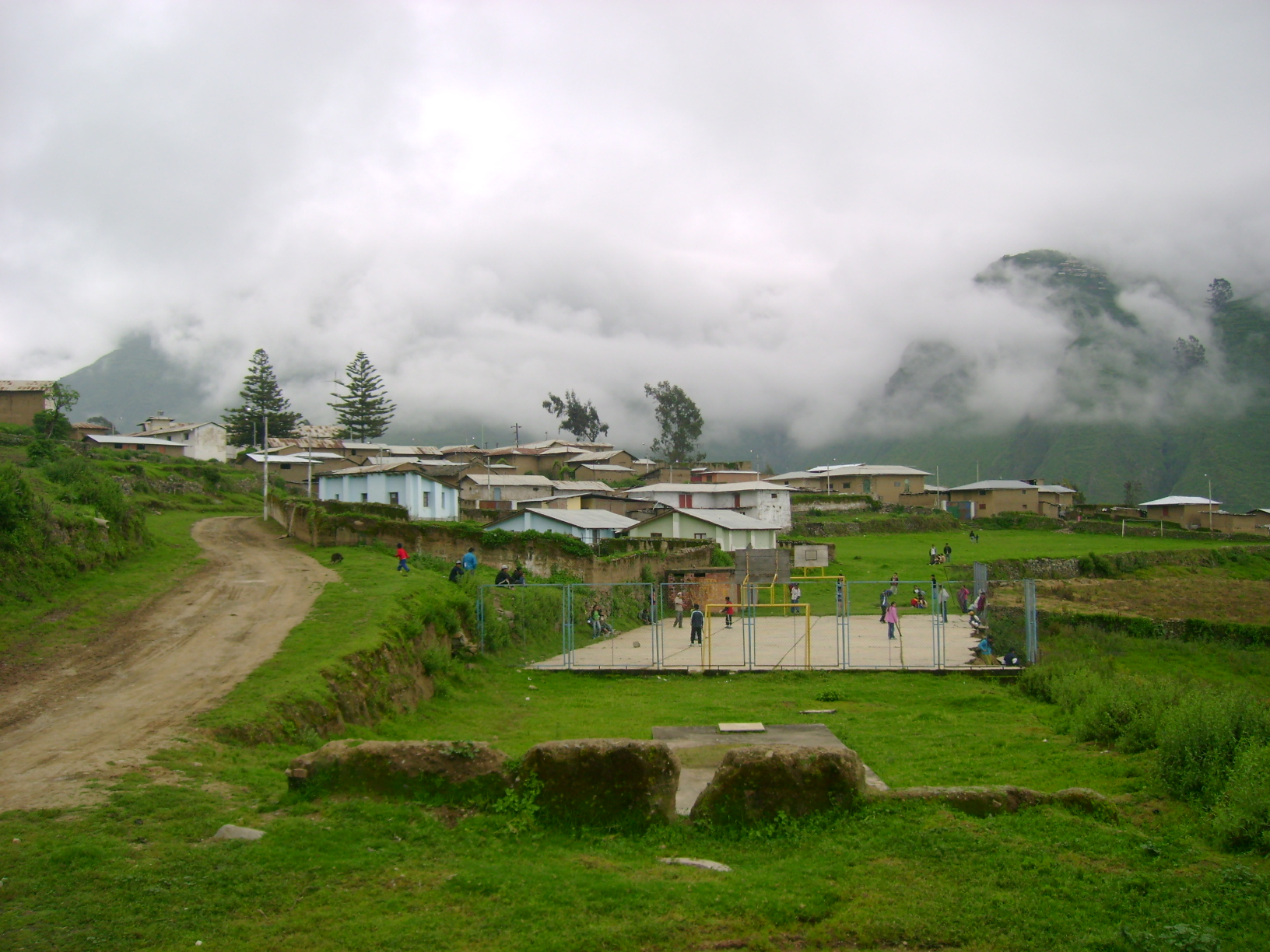
Le village de Caujul dans la province d'Oyón

## Population
La population de la province s'élevait à 20 642 habitants en 2007.

## Subdivisions
La province d'Oyón est divisée en six districts :
- Andajes
- Caujul
- Cochamarca
- Naván
- Oyón
- Pachangara